# Szastarka
Szastarka è un comune rurale polacco del distretto di Kraśnik, nel voivodato di Lublino.
Copre una superficie di 73,53 km² e nel 2004 contava 6 260 abitanti.